# Unidad Aragonesa
Unidad Aragonesa (UA) fou un partit polític aragonès format a partir d'una escissió del Partido Aragonés el 1994 amb seu a Saragossa, i dissolt en 2014 per integrar-se en la plataforma soluciona.
El seu president fou José Guerrero Cebolla La ideologia del partit polític éra conservadora amb vocació regionalista. En les comarques orientals aragoneses defensava les tesis lingüístiques de la Federació d'Associacions Culturals de l'Aragó Oriental (FACAO). No va obtenir mai representació al Parlament.